# Mindre almsplintborre
Mindre almsplintborre (Scolytus laevis) är en barkborre som beskrevs 1873 av Félicien Chapuis. Arten ingår i släktet Scolytus och familjen vivlar.

## Utseende
Som imago mäter den 3,0-4,5 mm, är cylindriskt och kompakt byggd med välvd buksida som går brant upp mot spetsen på täckvingarna. Arten är blankt svartbrun och den har korta, kraftiga ben och antenner.
Mindre almsplintborre och skallig almsplintborre är mycket lika men har ett antal yttre och inre morfologiska skillnader som skiljer dem åt. Pannan hos båda könen av mindre almsplintborre har tät gulaktig behåring medan den hos skallig almsplintborreo är gles, mer gråaktig och ytstrukturen på pannan är övervägande blank. Hos hanen av mindre almsplintborre är även behåringen på bakkanten på sista buksegementet tätare och tydligare avgränsat medan det hos skallig almsplintborre är mer utspritt.

## Systematik och utbredning

### Systematik
Länge rådde det förvirring kring de almlevande arterna inom barkborresläktet Scolytus. Det gällde framförallt de
två största arterna mindre almsplintborre (Scolytus scolytus) (Fabricius, 1775) och skallig almsplintborre (Scolytus triarmatus) (Eggers, 1912). Flera auktoriteter behandlade dem som synonymer, fortfarande så länge som på 1990-talet. 

### Utbredning
Mindre almsplintborre förekommer i Centraleuropa, Balkan, södra Skandinavien, Ryssland, Ukraina och Kaukasus. I förhållande till skallig almsplintborre är S. scolytus vanligare och mer vitt spridd i Europa, medan Scolytus triarmatus lever i bergsområden på högre altituder i Mellaneuropa och västra Asien.

### Förekomst i Skandinavien
I Skandinavien förekommer mindre almsplintborre så långt norrut som till Dalarna och Gästrikland i Sverige, och i Norge till Møre og Romsdal fylke, men är inte känd ifrån Finland.  I Sverige gjordes den första observationen av skallig almsplintborre 1927.

## Ekologi
Mindre almsplintborre är en växtätare som lever under barken av vuxna almar, där larverna utvecklas och förpuppas. De bosätter sig i stammen och tjockare grenar. När de flugit ut som nykläckta skalbaggar, äter de finbark i kvistspetsarna på almar av alla åldrar. Mindre almsplintborre är en av flera barkborrar som sprider almsjuka.
Den uppträder sällan i större antal utöver i försvagade trädbestånd.